# Тараскон
Тараско́н (фр. Tarascon) — коммуна на юго-востоке Франции в регионе Прованс — Альпы — Лазурный Берег, департамент Буш-дю-Рон, округ Арль, кантон Шаторенар.

## Географическое положение
Город расположен на юго-востоке Франции, на левом берегу реки Рона, в 20-ти километрах от городов Арль и Авиньон, прямо напротив Бокера. До 2015 года — административный центр одноимённого кантона.
Площадь коммуны — 73,97 км², население — 13 376 человек (2006) с тенденцией к росту: 13 540 человек (2012), плотность населения — 183,1 чел/км².

## История
Тараскон появился в 48 году как римский город в районе Альпилл, известковой горной цепи на юге Прованса. Имя своё город получил от дракона Тараска, жившего на берегу Роны и нападавшего на путешественников. Согласно легенде, дракон был укрощён Святой Мартой, а затем забит горожанами насмерть камнями. Так Святая Марта стала покровительницей Тараскона.
В юго-восточной части Тараскона, в нынешнем его районе Сен-Габриэль (римский Emaginum), находилось скрещение 2 важнейших путей римской Галлии: здесь встречались идущая с востока Виа Домиция и идущая с юга Виа Аурелия. В XV веке по указу Рене Анжуйского в Тарасконе возводится мощная крепость, которую местные жители называют замком короля Рене. На картах пишут замок Форт. Замок использовался как тюрьма с XVI века. Во время Французской революции замок использовался для заключения противников демократии в ожидании казни на гильотине. После падения Робеспьера здесь были заключены сторонники Конвента. 6 прериаля III года (25 мая 1795 г.) сотня людей в масках вошла в тюрьму и сбросила узников-якобинцев в Рону через верхние окна. В 1797 году роялисты были снова брошены в тюрьму, а затем убиты бандой республиканцев.

## Население
Население коммуны в 2011 году составляло 13105 человек, а в 2012 году — 13540 человек.
| 1962 | 1968  | 1975  | 1982  | 1990  | 1999  | 2006  | 2011  | 2012  |
| ---- | ----- | ----- | ----- | ----- | ----- | ----- | ----- | ----- |
| 8637 | 10584 | 10365 | 10735 | 10826 | 12640 | 13376 | 13105 | 13540 |

Динамика населения:

## Достопримечательности (фотогалерея)
- Замок короля Рене (замок Форт или замок Тараскона).
- Церковь Святой Марты.
- Дом Тартарена.

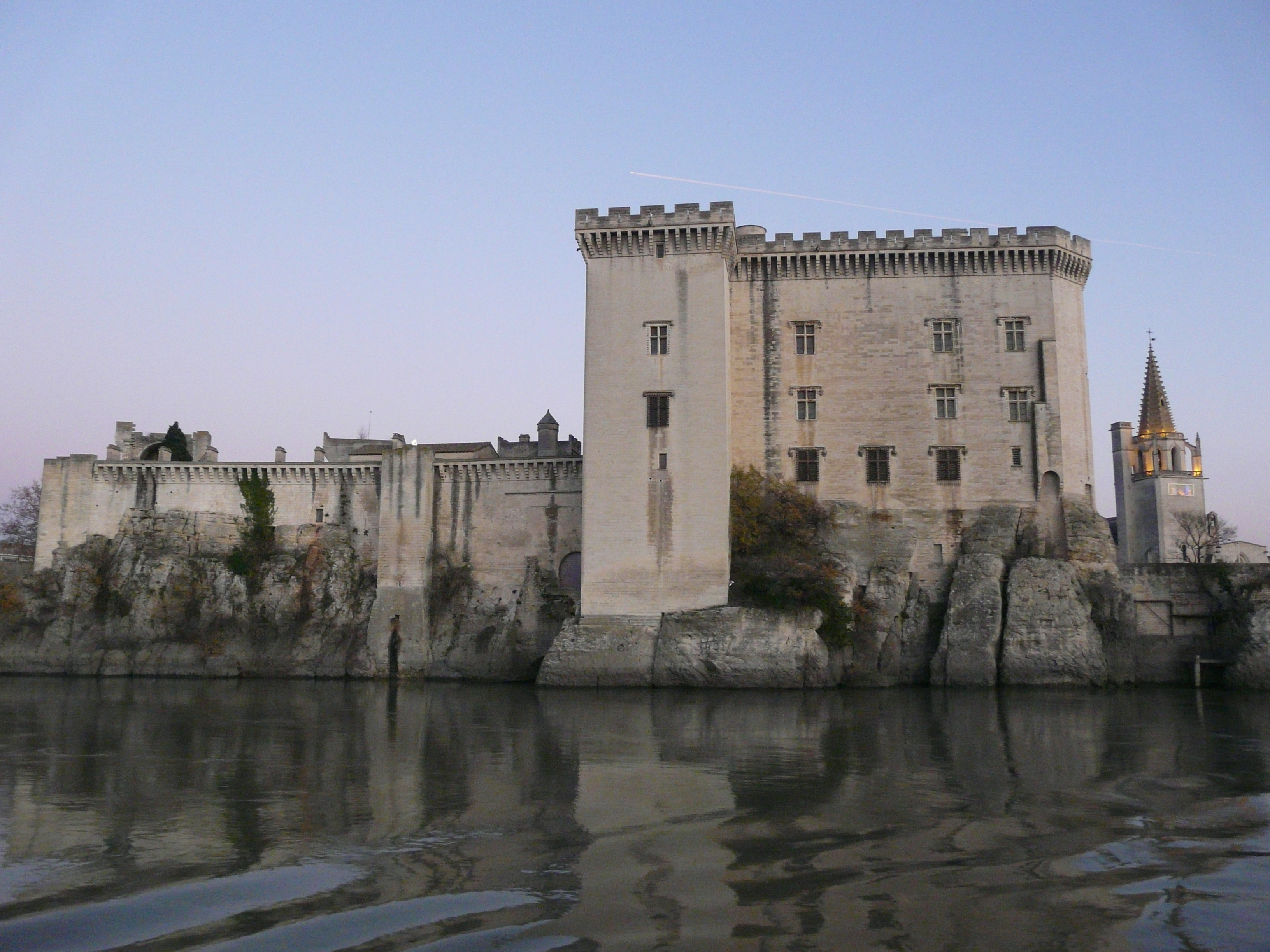
Замок Форт и церковь Святой Марты в Тарасконе. Вид с реки Рон (вечерние сумерки 27 декабря 2011 года)
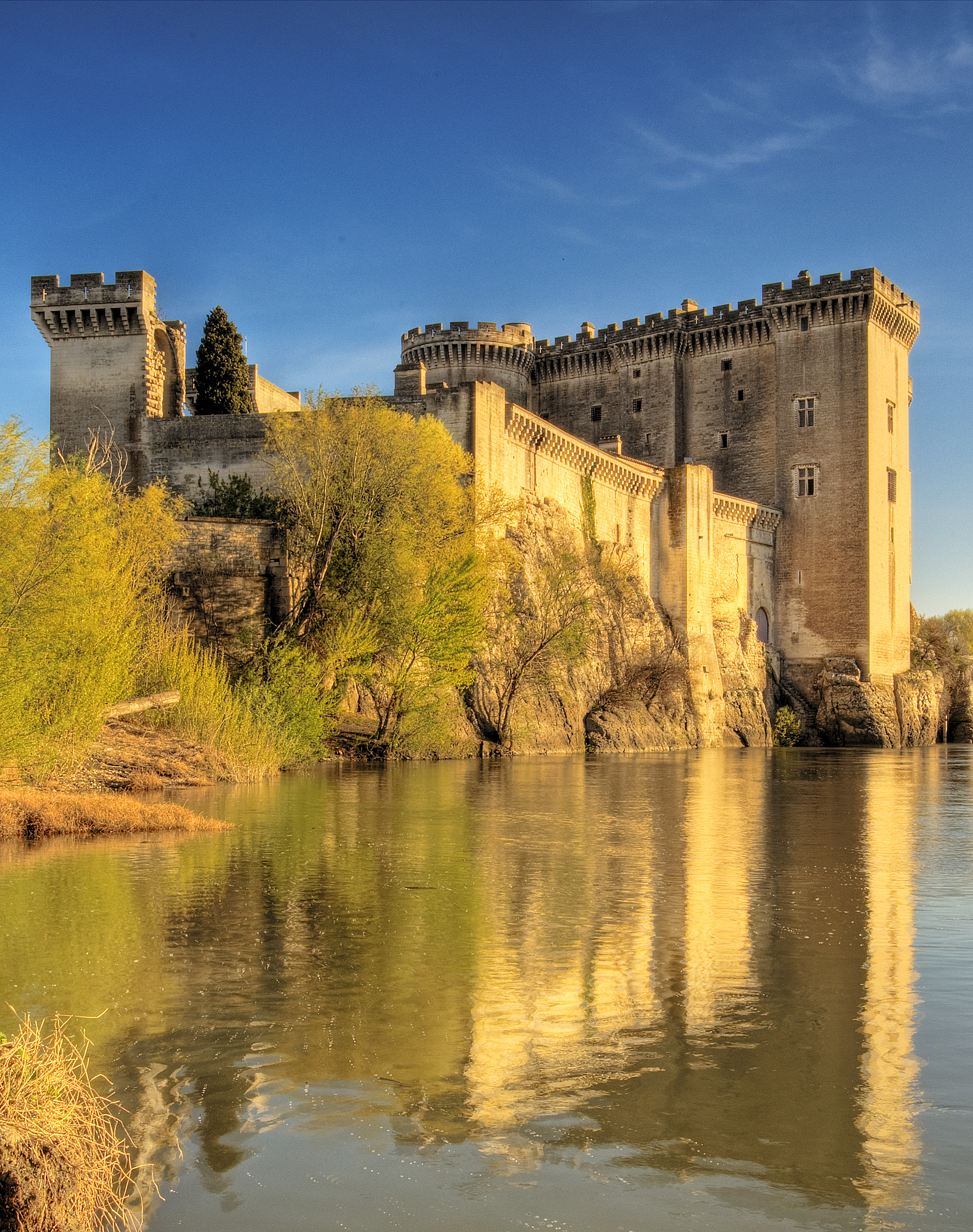
Замок Форт (замок короля Рене), вид с реки Рон
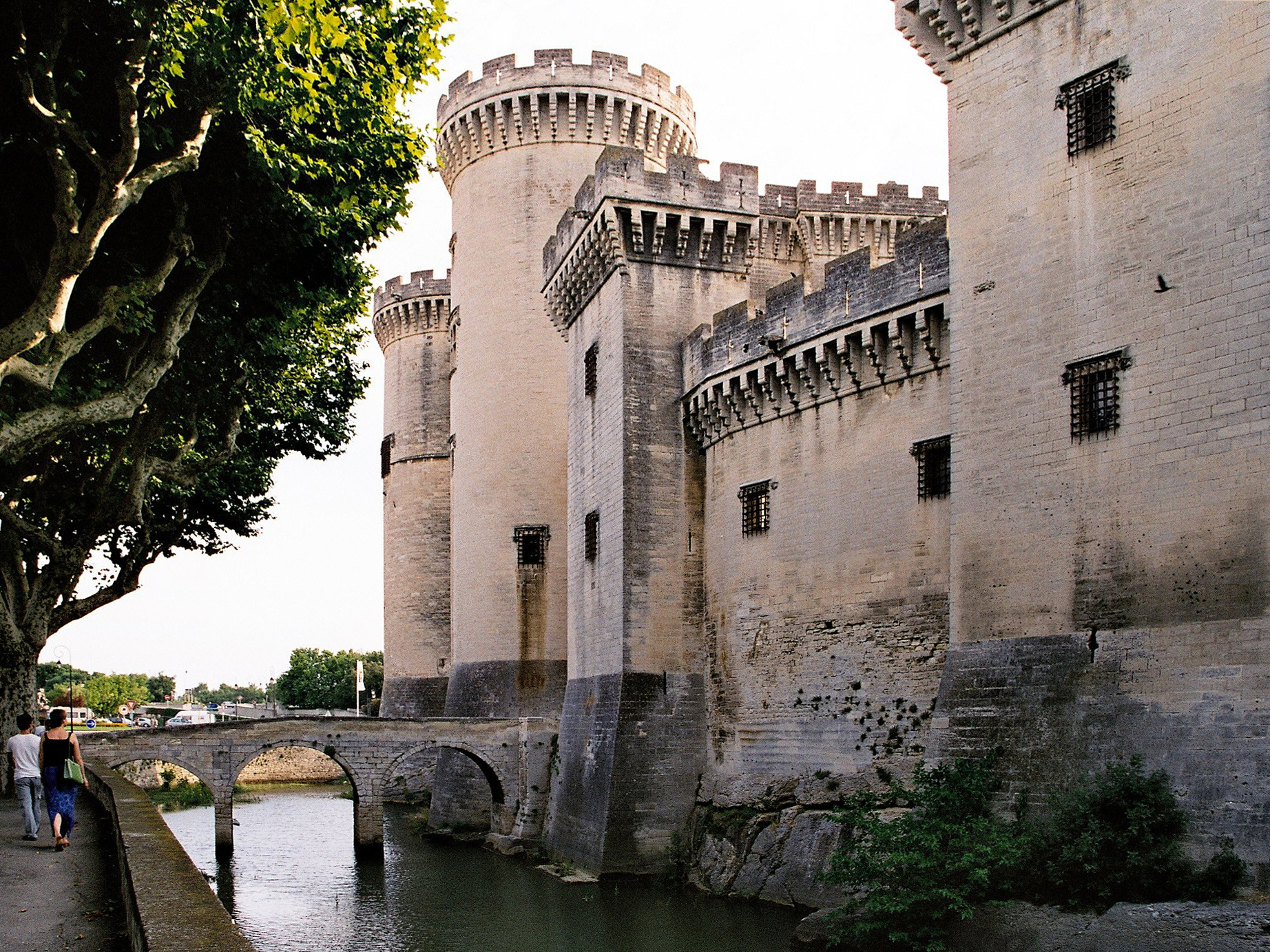
Ров замка Тараскон (короля Рене)
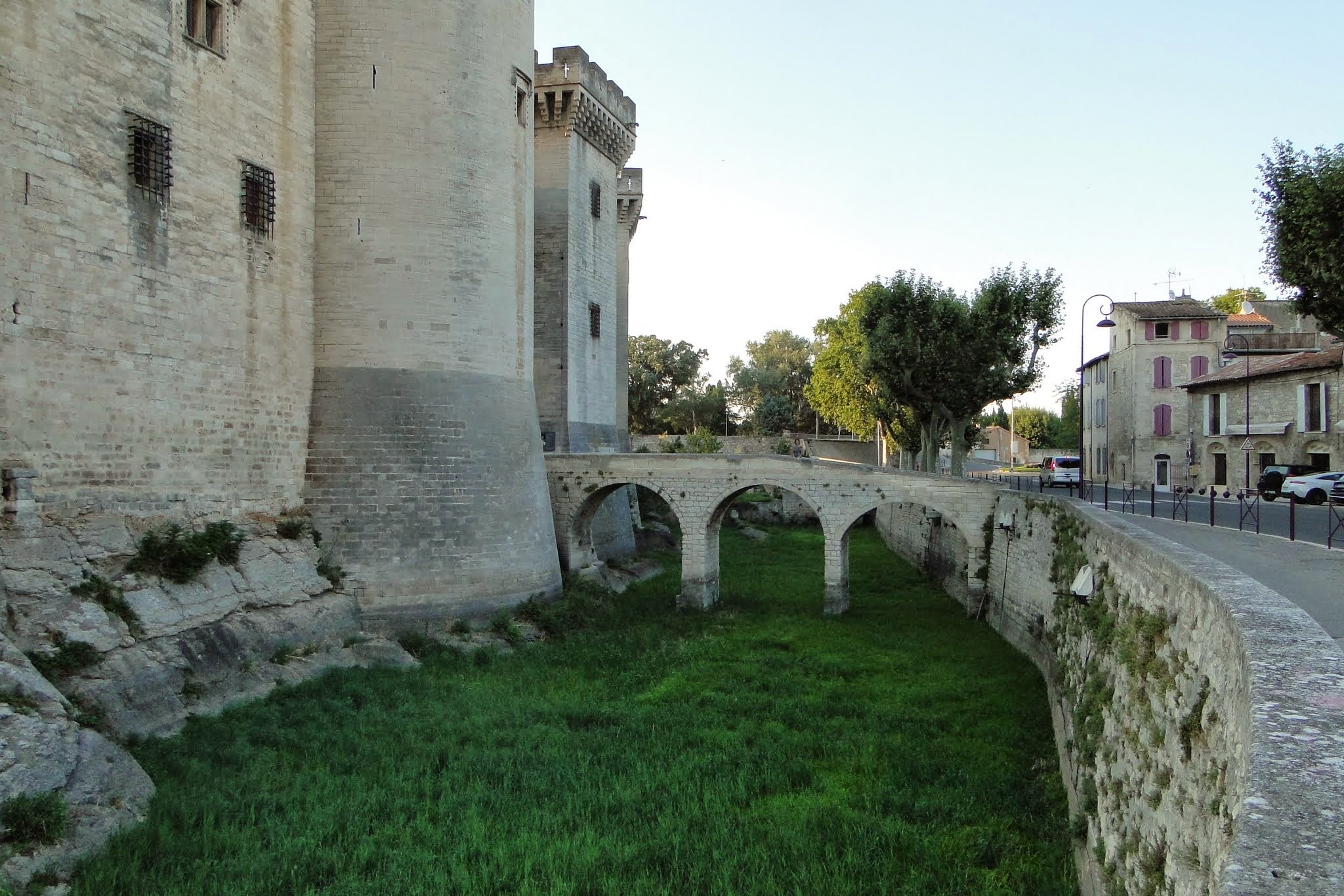
Ров средневекового замка Тараскон
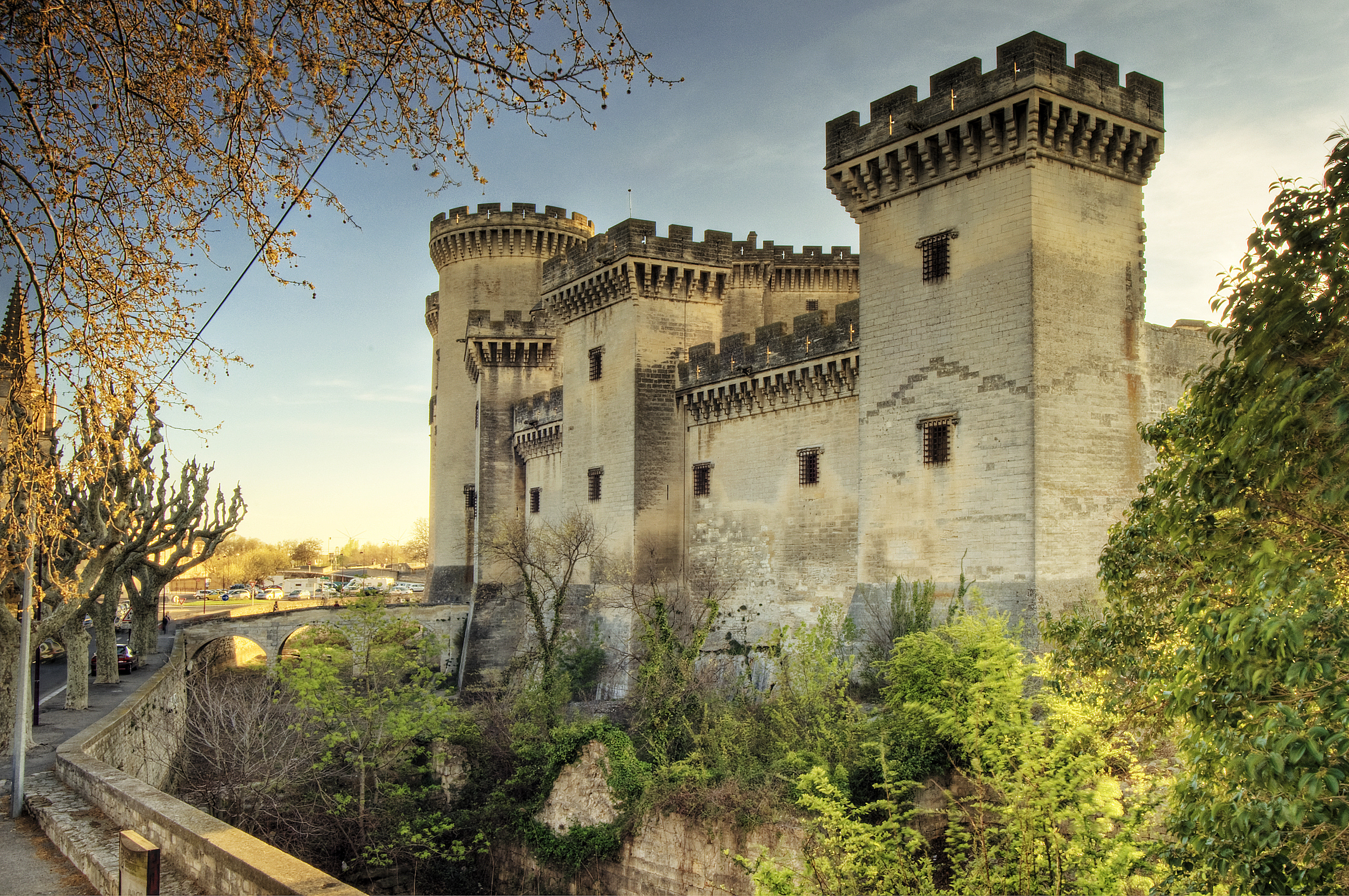
Замок Тараскон (замок короля Рене)
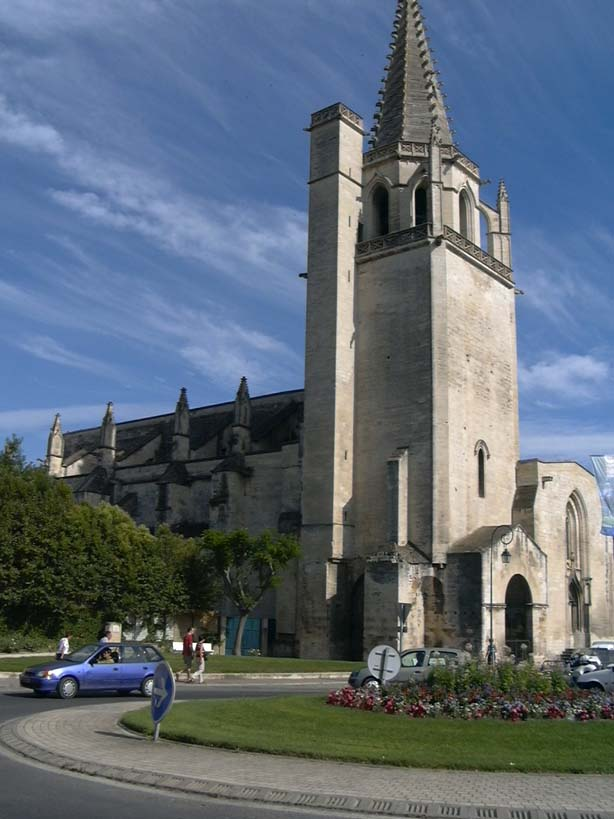
Церковь Святой Марты
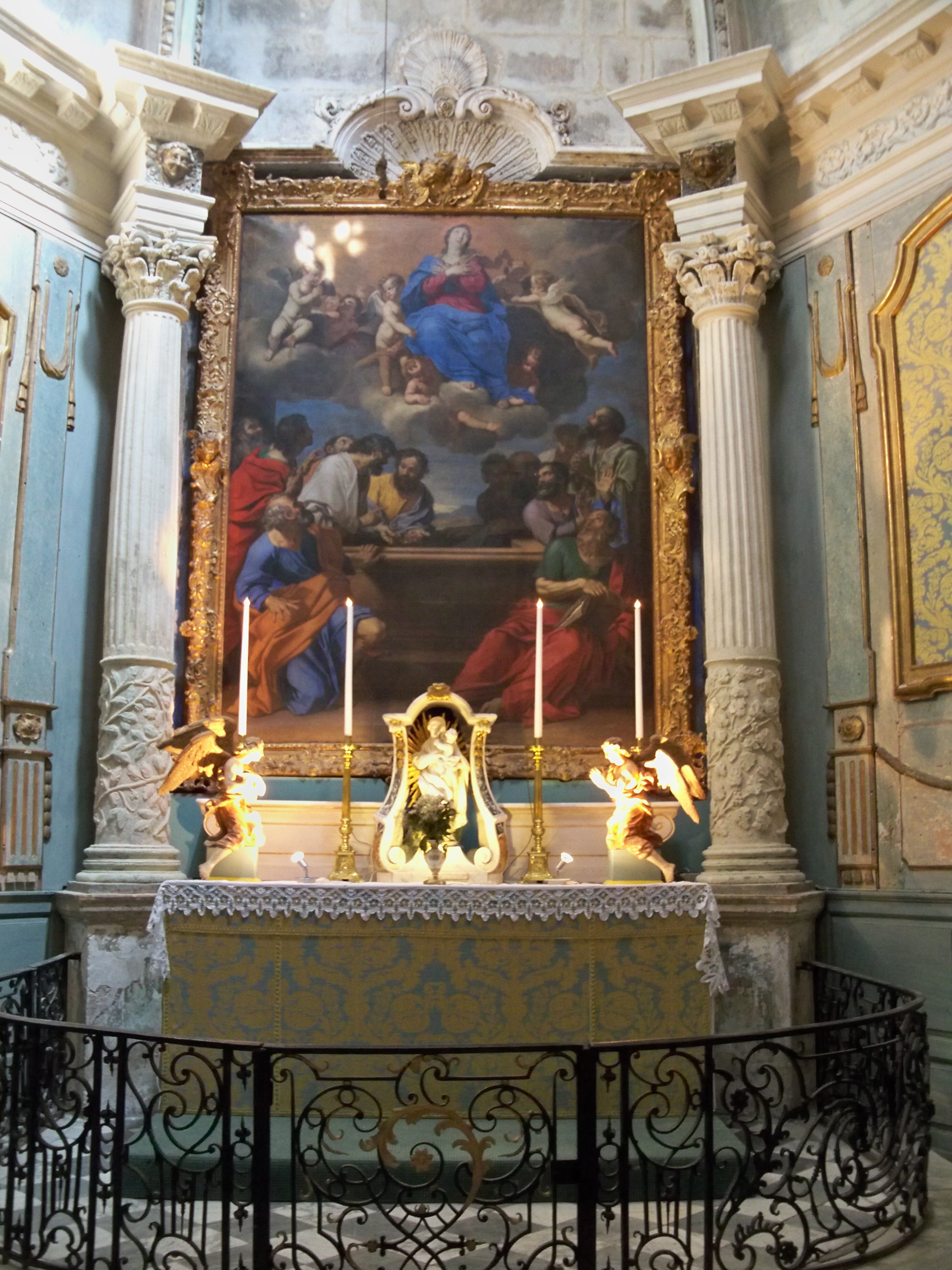
Церковь Святой Марты
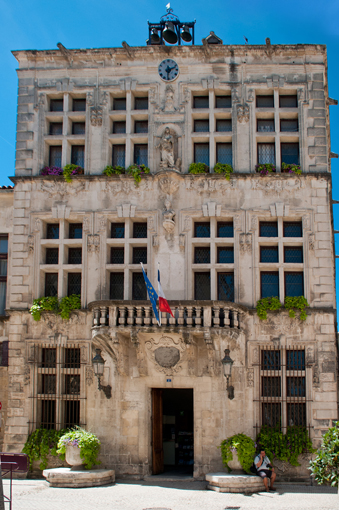
Отель «Тараскон»
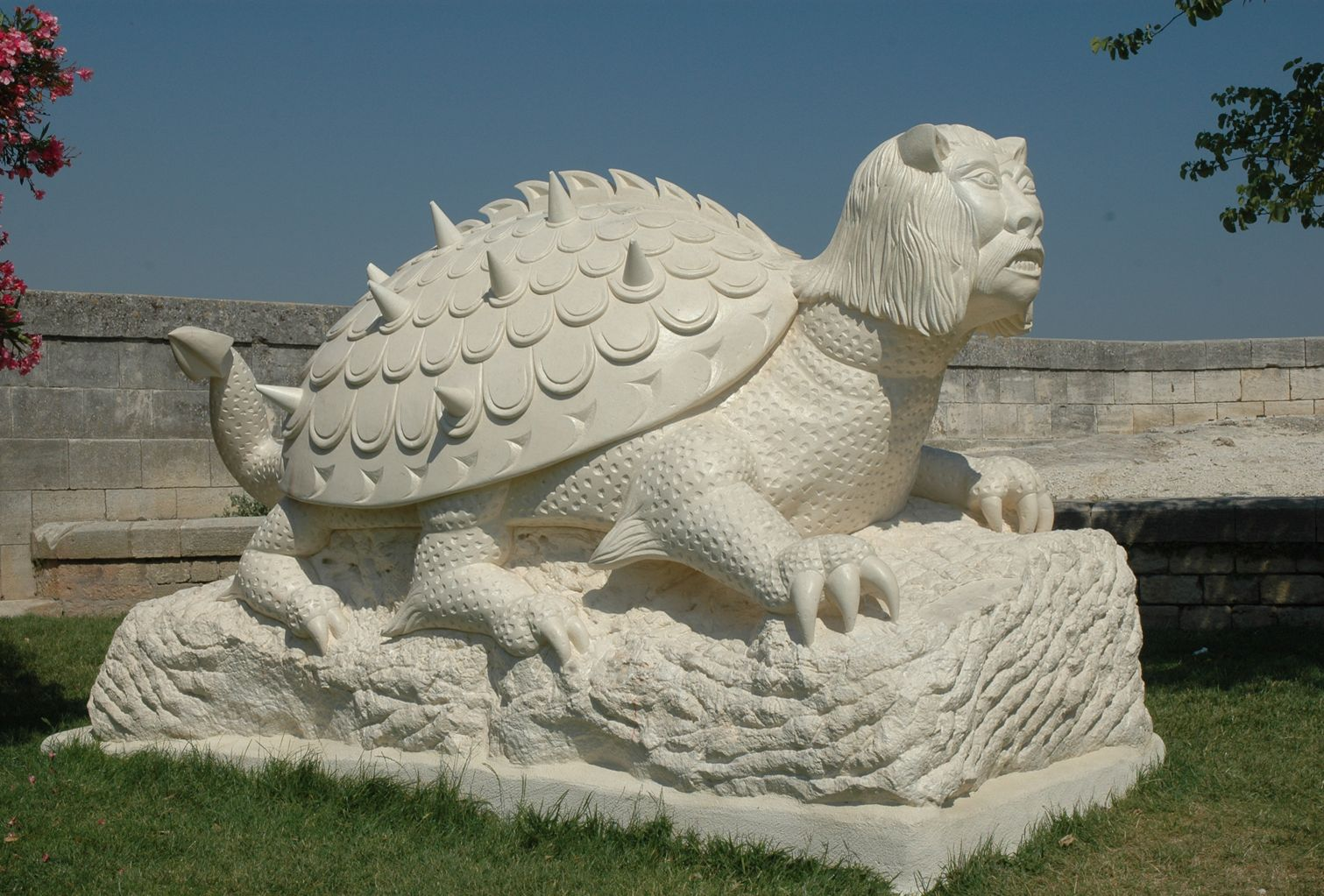
Скульптура «Дракон Тараск» (2005)
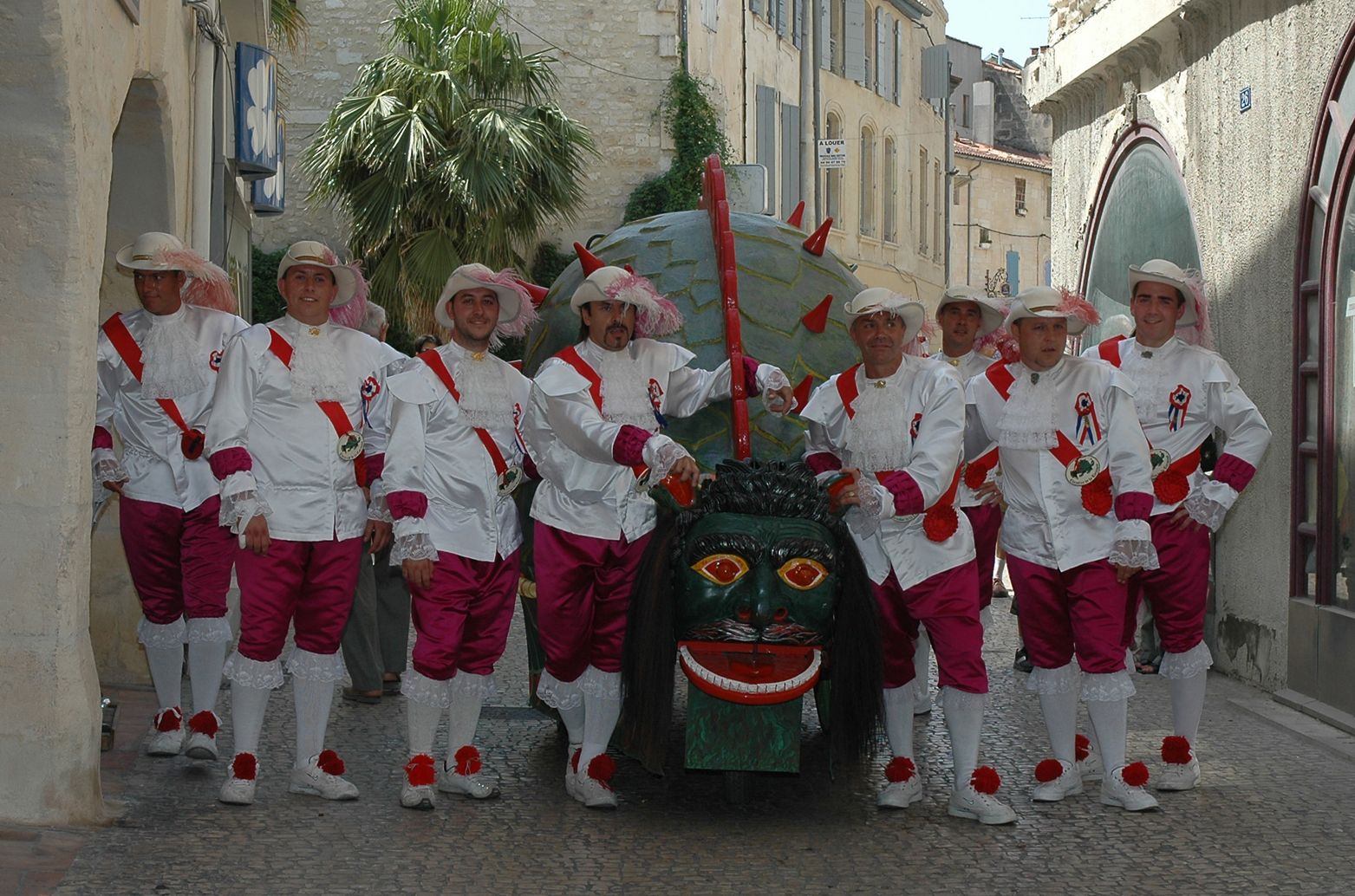
Шевалье из Тараскона

## В литературе
Французский писатель Альфонс Доде обессмертил имя города Тараскон своими романами «Тартарен из Тараскона» (1872), «Тартарен в Альпах» (1885) и «Порт-Тараскон» (1890).

## Города-партнёры
- Эльмсхорн (Германия)
- Бейт-Шеан (Израиль)
- Невьяно-дельи-Ардуини (Италия)
- Фрага (Испания)
- Поррентрюи (Швейцария)